# Figarola Piccola
Figarola Piccola (in croato hrid Figarolica) è uno scoglio disabitato della Croazia, situato lungo la costa occidentale dell'Istria, a sud del canale di Leme.
Amministrativamente appartiene alla città di Rovigno, nella regione istriana.

## Geografia
Figarola Piccola si trova a nordovest dell'ingresso della baia di Val di Bora (uvala Valdebora), a nord di Rovigno. Nel punto più ravvicinato, dista 800 m dalla terraferma (punta Figarola, rt Barabiga) e poco meno di 80 m da Figarola Grande.
Figarola Piccola è un piccolo scoglio dalla forma ovale che misura 55 m di lunghezza e 45 m di larghezza massima. Ha una superficie di 0,00162 km².

### Isole adiacenti
- Figarola Grande (Figarola), isolotto situato meno di 100 m a nordest.

### Cartografia
- (HR) Mappa topografica della Croazia 1:25000, su preglednik.arkod.hr.